# Eir Aoi
Eir Aoi (藍井 エイル, Aoi Eiru, 30 de novembro de 1988) é uma cantora japonesa de Sapporo, Hokkaido, em contrato com a Sacra Music, uma subsidiária da Sony Music Entertainment Japan. Após sua descoberta no site de compartilhamento de vídeo Niconico, Aoi fez sua grande estreia em 2011, com o lançamento de seu primeiro single, “Memoria”, usado como tema de encerramento da série de anime Fate/Zero.
Suas músicas já foram usadas em várias séries de anime, como Sword Art Online e Kill la Kill, e em programas de televisão, como Rank Okoku. Aoi já se apresentou em várias convenções de anime na Ásia, Europa e nas Américas. Em outubro de 2016, por conta de sua saúde debilitada, a cantora anunciou uma pausa indefinida após sua apresentação na arena Nippon Budokan nos dias 4 e 5 de novembro. Foi em fevereiro de 2018 que confirmou-se sua volta, no final do ano.

## Biografia

### Infância e carreira
Aoi nasceu em Sapporo, em 30 de novembro de 1988. Seu interesse pela música veio desde a infância, e, ainda no ensino médio, aprendeu a tocar violão. Visando a carreira musical, formou uma banda durante seus anos no ensino médio. A determinada altura, ela sentiu que seu sonho de se tornar artista estava acabando, e chegou a considerar virar enfermeira. Porém, não desistindo de seu sonho, Aoi decidiu carregar vídeos de si cantando para o site de compartilhamento de vídeos Niconico. Em 2011, sua primeira música lançada, “Frozen Eyez”, foi destacada numa edição da revista LisAni!.

## Estilo musical e influências
O estilo musical de Aoi foi influenciado pelo seu amor ao anime e a artistas e bandas como Evanescence, Slipknot e Tomiko Van.